# SSVOBB "Lambach Aircraft"
De Stichting Studenten Vliegtuigontwikkeling, -bouw en -beheer "Lambach Aircraft" is een Nederlandse stichting van studenten Luchtvaart- en Ruimtevaarttechniek aan de Technische Universiteit Delft (TU Delft). Zij werd opgericht op 19 januari 1990 door leden van de Delftse studievereniging VSV Leonardo da Vinci.

## De stichting
SSVOBB Lambach Aircraft wijdt zich aan de bouw en het beheer van vliegtuigen van historische of wetenschappelijke waarde. De stichting ontstond op 19 januari 1990 toen studenten begonnen aan de bouw van hun eerste vliegtuig, de Lambach HLII. Het doel van de stichting is om haar medewerkers kennis te laten maken met de praktische kant van het ontwerp, de bouw en het beheer van vliegtuigen. Zo hoopt de stichting haar medewerkers te laten inzien dat de praktijk vaak anders is dan de ideale theoretische oplossing. Tegenwoordig verwezenlijkt de stichting dit doel door het beheren van de HL-II en het bouwen van een eigen ontwerp: de S-Vision. De S-Vision is echter niet de eerste poging van de stichting om een zelfontworpen vliegtuig te bouwen: dat was de Impuls.
In 2014 werd besloten de handelsnaam af te korten tot "Lambach Aircraft".

## Projecten

### Lambach HL II

#### Origineel

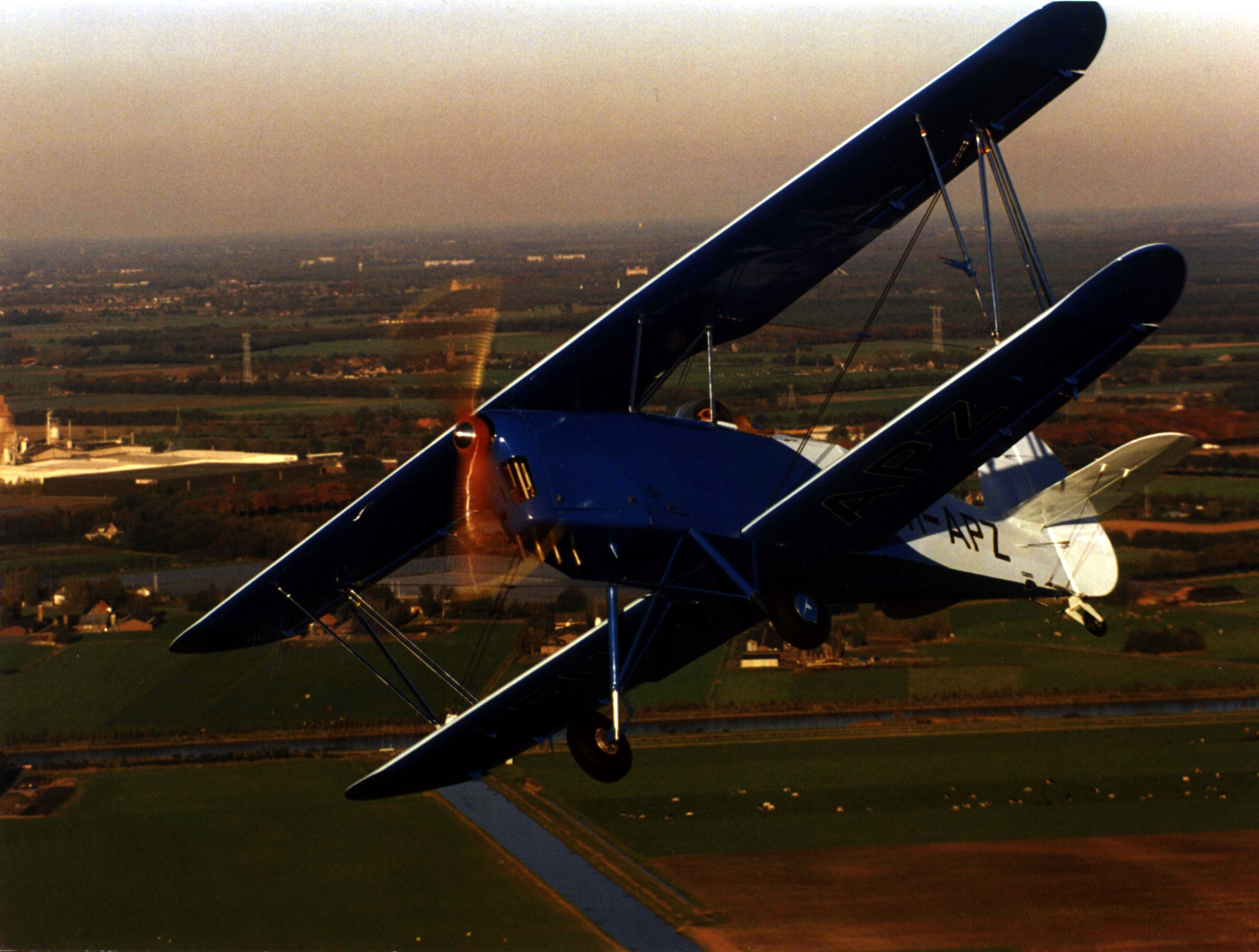
Lambach HL II replica tijdens een vlucht

De opdracht tot het ontwerpen van de HL II werd gegeven in 1936 door vermogende Nederlandse luchtvaartliefhebbers, in een poging de superioriteit van de Duitse acrobatiepiloten en -vliegtuigen bij vliegshows te doorbreken. Het ontwerp werd geleverd door Jan Willem Hugo Lambach, een alumnus van de TU Delft, die samen met zijn ploeg het origineel in minder dan zes maanden ontwierp en bouwde. Het ontwerp was dat van een tweedekker gebouwd uit een voornamelijk stalen frame bedekt met ceconite. Uitzondering op deze constructiemethode zijn de vleugels en horizontale staartvlakken, die uit hout zijn vervaardigd. De voortstuwing werd gegenereerd door een Gipsy Major Mk. 1-motor. 
Na verscheidene testvluchten was de HL II succesvol op verschillende vliegshows en bewees het ook een uiterst degelijk ontwerp te zijn. De Duitsers waren hun superioriteit echter niet helemaal kwijt. Zo won de HL II wel de derde prijs bij het Pinkstervliegfeest te Eelde, maar nog altijd stonden de Duitse toestellen op plaats één en twee. Uiteindelijk werd het origineel op 10 mei 1940 tijdens Duitse bombardementen op Ypenburg verwoest.

#### Replica
Alles begon als een studentengrap in 1989, toen studenten een stunt wilden uithalen om de 45e verjaardag van de VSV 'Leonardo Da Vinci' te vieren. De plannen werden steeds concreter en op 19 januari 1990 begon SSVOBB aan de bouw van de HL II-replica. De realisatie ervan was vooral te danken aan een complete verzameling originele tekeningen gevonden in de Aviodome. Veel hulp kwam ook van Hugo Lambachs hoofdingenieur Willem de Koo. Ondanks deze waardevolle hulpmiddelen zou het toch nog zes jaar duren voor het vliegtuig volledig gebouwd was. De eerste vlucht met de replica vond plaats op 18 september 1995, waarna zij gedurende twee jaar door Nederland en België toerde. In 1997 bleek echter dat het replica toe was aan grondig onderhoud en sindsdien heeft het toestel niet meer gevlogen.
Momenteel (2014) wordt het vliegtuig nog altijd beheerd door SSVOBB en is het gestationeerd op Lelystad in het Aviodrome. Onder de huidige activiteiten vallen de vernieuwing van het paneel (in tegenstelling tot het origineel krijgt de replica een transponder en radio, dit vanwege hernieuwde lucthvaartwetgeving), de modernisering van het beslag (zodat het de motorvibraties beter kan opvangen) en het geregeld draaien van de 70 jaar oude motor.

### Impuls

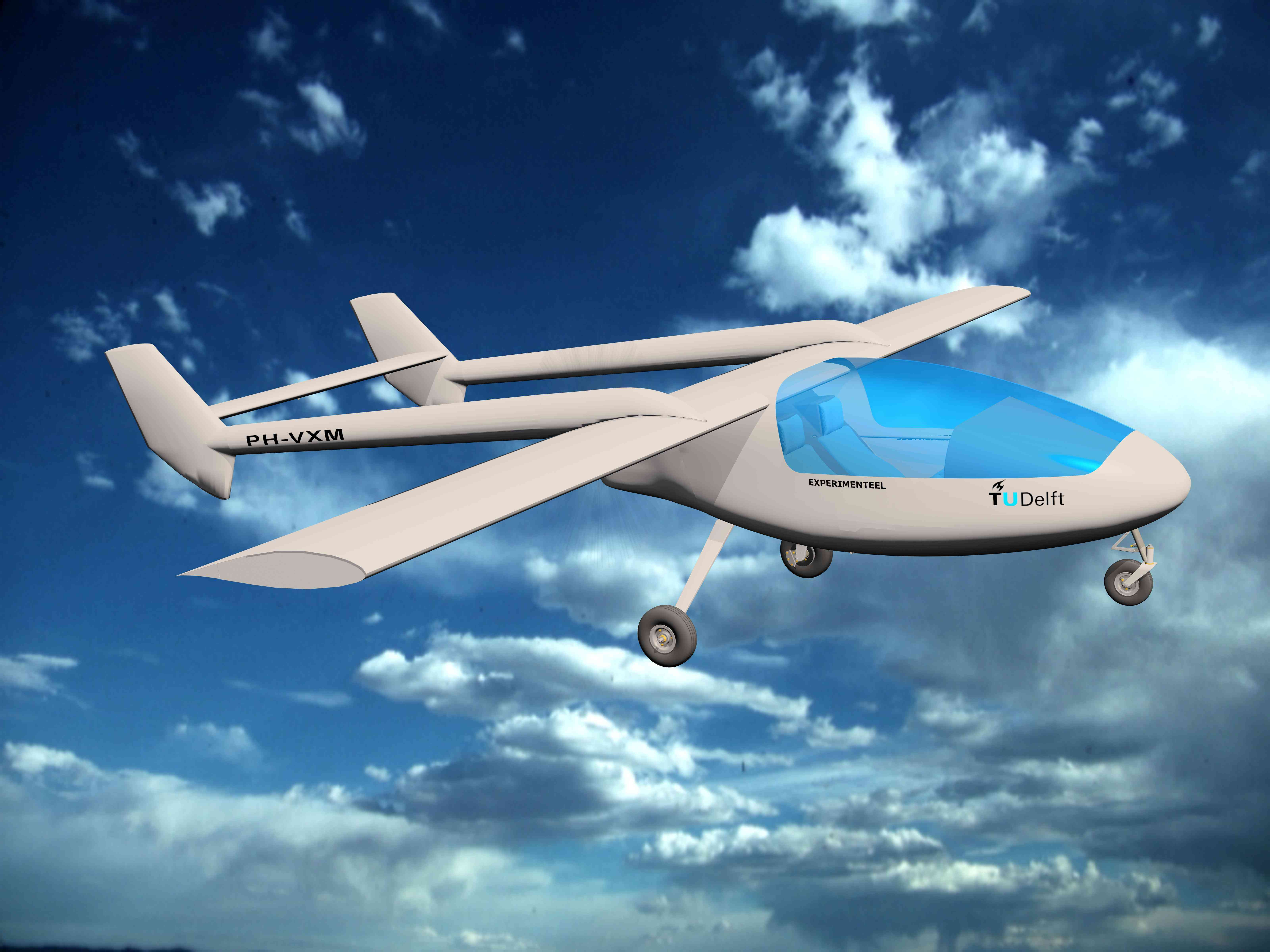
Een artist's impression van de Impuls, 2004

In 1994 begon de stichting aan een tweede project, dat de naam Impuls kreeg. Geheel passend bij de naam kreeg het vliegtuig de registratie PH-VXM, aangezien de Impuls het kruisproduct van snelheid en massa is. In 2009 moest SSVOBB dit project echter vroegtijdig stilleggen. Ten tijde van het stilleggen waren al een aantal delen zoals de stalen rompconstructie volledig klaar, terwijl andere delen nog in de ontwerpfase verkeerden.
De Impuls was een relatief ongewoon tweepersoonsvliegtuig dat initieel gecertificeerd zou worden volgen de FAR-23-regelgeving, niet veel later werd dit de JAR-23-regelgeving. De voortstuwing zou worden geleverd door een wankelmotor die een duwende propeller aandreef. De keuze voor dit type voortstuwing zorgde ervoor dat het ontwerp zijn opvallende dubbele staartbomen kreeg. Het vliegtuig zou voornamelijk gebouwd worden uit glasvezelcomposiet, voor de interne constructie van de romp zou echter een stalen frame gebruikt worden.
In december 2009 werd besloten om het Impuls-project stop te zetten en de rest van dat academisch jaar evalueerden de voormalige Impulbouwers het project grondig. Vervolgens werd in de zomer van 2010 het licht op groen gezet voor een tweede poging tot het bouwen van een eigen ontwerp. Dit ontwerp zou later de naam S-Vision krijgen.

### S-Vision

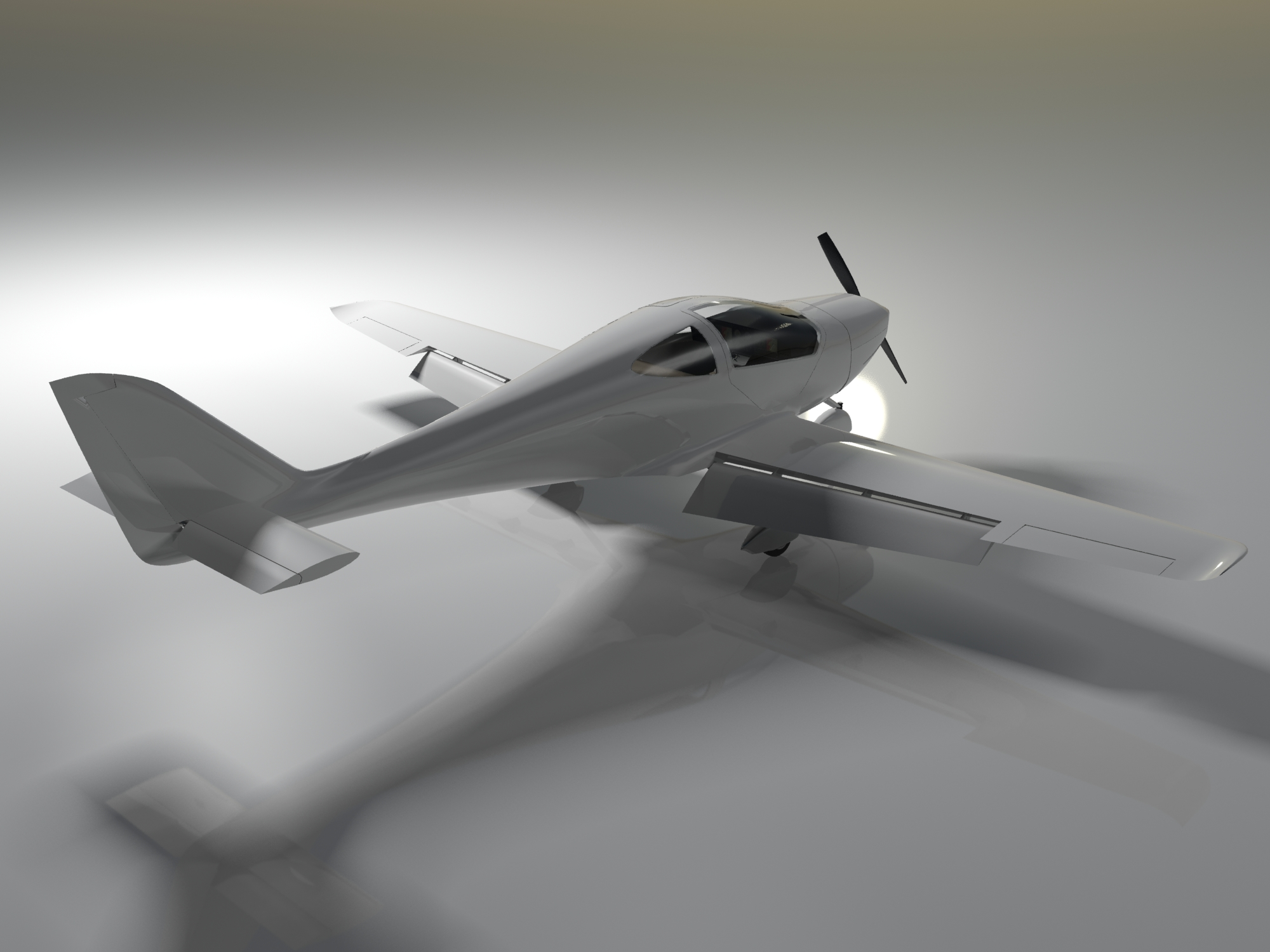
S-Vision voorontwerp

In tegenstelling tot het ontwerp van de Impuls, oogt dat van de S-Vision eenvoudiger en conventioneler. Bij de S-Vision wordt er uitgegaan van een laagdekker met niet-intrekbaar landingsgestel en enkele staartboom. Het zal gaan om een licht vliegtuig gecertificeerd volgens de CS-VLA zoals geïntroduceerd in 2003. De S-Vision zal worden voortgestuwd door een trekschroef, aangedreven door een vlakke viercilindermotor die 130 pk levert. Net als bij de Impuls zal de constructie voornamelijk bestaan uit een nog te bepalen composiet, voor bepaalde delen zal echter aluminium gebruikt worden.
Het ontwerp aan de S-Vision begon in september 2010. In 2014 is men begonnen met materiaaltesten ter verificatie van de uitgevoerde berekeningen. Er wordt gewerkt aan het gedetailleerd ontwerp.